# Миннехаха (округ)
Округ Миннехаха (англ. Minnehaha County) располагается в штате Южная Дакота, США. Официально образован в 1862 году. По состоянию на 2013 год, численность населения составляла 179 640 человек.

## География
По данным Бюро переписи США, общая площадь округа равняется 2107 км2, из которых 2090,132 км2 суша и 18,130 км2 или 0,800 % это водоёмы.

## Население
По данным переписи населения 2000 года в округе проживает 148 281 жителей в составе 57 996 домашних хозяйств и 37 581 семей. Плотность населения составляет 71,00 человек на км2. На территории округа насчитывается 60 237 жилых строений, при плотности застройки около 29,00-ти строений на км2. Расовый состав населения: белые — 93,03 %, афроамериканцы — 1,51 %, коренные американцы (индейцы) — 1,85 %, азиаты — 1,01 %, гавайцы — 0,05 %, представители других рас — 1,04 %, представители двух или более рас — 1,51 %. Испаноязычные составляли 2,15 % населения независимо от расы.
В составе 33,80 % из общего числа домашних хозяйств проживают дети в возрасте до 18 лет, 51,80 % домашних хозяйств представляют собой супружеские пары проживающие вместе, 9,50 % домашних хозяйств представляют собой одиноких женщин без супруга, 35,20 % домашних хозяйств не имеют отношения к семьям, 27,80 % домашних хозяйств состоят из одного человека, 8,60 % домашних хозяйств состоят из престарелых (65 лет и старше), проживающих в одиночестве. Средний размер домашнего хозяйства составляет 2,46 человека, и средний размер семьи 3,04 человека.
Возрастной состав округа: 26,20 % моложе 18 лет, 10,80 % от 18 до 24, 32,00 % от 25 до 44, 20,00 % от 45 до 64 и 20,00 % от 65 и старше. Средний возраст жителя округа 34 лет. На каждые 100 женщин приходится 98,10 мужчин. На каждые 100 женщин старше 18 лет приходится 95,40 мужчин.
Средний доход на домохозяйство в округе составлял 42 566 USD, на семью — 52 031 USD. Среднестатистический заработок мужчины был 32 208 USD против 24 691 USD для женщины. Доход на душу населения составлял 20 713 USD. Около 5,00 % семей и 7,50 % общего населения находились ниже черты бедности, в том числе — 8,90 % молодежи (тех, кому ещё не исполнилось 18 лет) и 7,20 % тех, кому было уже больше 65 лет.